# 毛一瓚
毛一瓚（1551年—1610年），字獻卿，號肖寰，浙江嚴州府遂安縣人，明朝政治人物。

## 生平
隆慶四年（1570年）庚午科浙江鄉試第四十三名舉人，萬曆二十年（1592年）壬辰科三甲第一百五十六名進士。禮部觀政，授江西進賢縣知縣，二十七年（1599年）升吏部考功司主事，丁父憂歸。升吏部驗封司郎中，三十五年（1607年）九月調吏部文選司郎中，三十六年（1608年）八月與刑科給事中彭惟成互相攻訐，三十七年（1609年）引病告歸，三十八年（1610年）閏三月卒。

## 家族
曾祖毛彥敬；祖父毛存詔；父毛志度，號環峰。母江氏。族弟毛一公、毛一鷺。